# 3404 Hinderer
A 3404 Hinderer (ideiglenes jelöléssel 1934 CY) a Naprendszer kisbolygóövében található aszteroida. Karl Wilhelm Reinmuth fedezte fel 1934. február 4-én.